# Großes Militärwaisenhaus

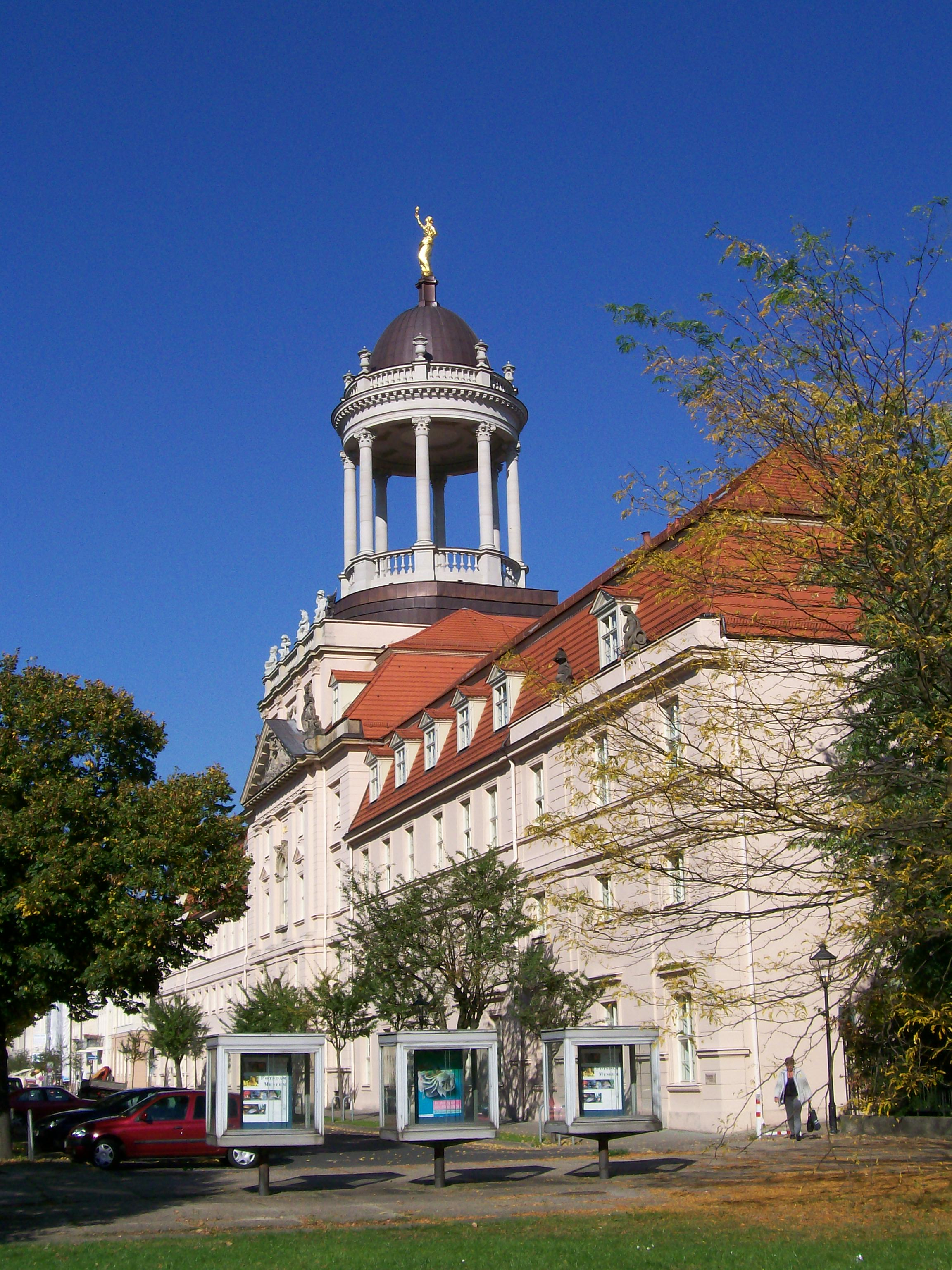
Großes Militärwaisenhaus in Potsdam

Das Große Militärwaisenhaus war eine Erziehungs- und Ausbildungsstätte für Soldatenkinder und Militärwaisen in Potsdam. Es ist Potsdams größtes geschlossenes Barockensemble.
Die Einrichtung war eine Stiftung des preußischen Königs Friedrich Wilhelm I. vom 1. November 1724. Kinder zwischen 6 und 16 Jahren sollten im Christentum, Lesen, Schreiben und Rechnen unterrichtet werden und anschließend einen Beruf erlernen. Die Stiftung besteht noch heute und fördert Projekte zur Jugendarbeit.
Der von der goldenen Figur der Caritas gekrönte Monopteros auf dem barocken Haupthaus aus dem Jahr 1771 ist eines der weithin sichtbaren Wahrzeichen Potsdams.

## Geschichte

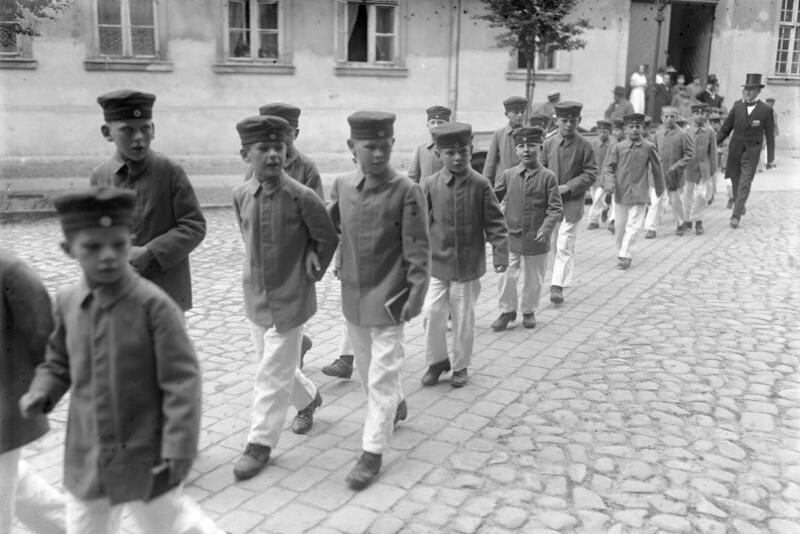
Zöglinge, 1932

Friedrich Wilhelm I. hatte 1713 und 1720 die Franckeschen Stiftungen in Halle an der Saale besucht. Er gründete die Stiftung “Großes Militär-Waisenhaus zu Potsdam” und ließ dafür von 1722 bis 1724 das Militärwaisenhaus nach dem Vorbild aus Halle errichten. Es sollte als Fürsorgeeinrichtung für Kinder gefallener, verstorbener oder verarmter Soldaten dienen. Hierfür übertrug der König dem Waisenhaus Ländereien wie das Krongut Bornstedt zur Nahrungsmittelversorgung. Anfangs nur für Jungen gedacht, nahm es ab 1725 auch Mädchen auf, insgesamt 600 Kinder. Es war Eigentümer der größten staatlichen Tuch- und Zeugmanufaktur, des Berliner Lagerhauses, und eines Bergwerkes in Bad Freienwalde. Die Kinder wurden auch an Tuchmanufakturen und Gewehrfabriken vermietet, wo sie bis zu 10 Stunden täglich arbeiteten und etwa 200 von ihnen pro Jahr durch die hohe Arbeitsbelastung verstarben. Zu Beginn der Schlesischen Kriege 1740 gab es bereits 1400 männliche und 155 weibliche „Zöglinge“. Das Waisenhaus wurde straff militärisch geführt. 1802 verpachtete das Waisenhaus das Krongut Bornstedt an Oberamtmann Kähne, den Besitzer des Schlosses Petzow. Ab 1747 (bis vor 1811) wurden die Vorwerke Torgelow (Gemeinde Falkenberg) und Sonnenburg (Bad Freienwalde) an das Große Militärwaisenhaus verpachtet. Dem Militärwaisenhaus gehörten auch die Alaunwerke bei Bad Freienwalde.
Den Zöglingen sollte mit der Ausbildung eine Basis für eine spätere eigenverantwortliche Existenz mitgegeben werden. Diese Bedingungen ermöglichten den Kindern eine über die Verhältnisse hinausgehende Fürsorge, Erziehung und Ausbildung. Die Jungen erlernten nach ihrer schulischen Ausbildung einen Handwerksberuf, die Mädchen hingegen wurden in der Hauswirtschaft unterrichtet. Die Lehrer erzielten sehr gute Leistungen bei ihren Schülern. Einige der erprobten Unterrichtsmethoden fanden auch in anderen preußischen Schulen Anklang. Im Zuge der Aufklärung im 18. Jahrhundert wurden Reformen durchgeführt. Das gesamte Erziehungswesen wurde nach den Ideen des märkischen Schulreformers Friedrich Eberhard von Rochow umgestaltet. Dabei wurden große Teile der Schulbücher und Unterrichtsmethoden erneuert.
Aufgrund des Friedensvertrages von Versailles wurde das Waisenhaus ab 1919/1920 zivil verwaltet. Es wurden nicht mehr nur die Kinder von Soldaten, sondern auch die Kinder von preußischen Staatsbeamten aufgenommen. Durch den Eindruck der reformpädagogischen Entwicklung änderte sich das Schulsystem des Waisenhauses grundlegend. Das Alltagsleben und der Unterricht im Waisenhaus wurden moderner und abwechslungsreicher.
1933/1934 wurde das Waisenhaus zur Nationalpolitischen Erziehungsanstalt umgewidmet und 1937/1938 der Wehrmacht unterstellt. Kurz darauf wurde ein anstaltseigenes Gymnasium gegründet. Nach Kriegsschäden von Anfang 1945 wurde das Waisenhaus in vereinfachter Form wiederhergestellt.
Die Stiftung bestand bis zum Jahr 1952. Am 1. April 1952 löste die Regierung des Landes Brandenburg die Stiftung auf und enteignete sie entschädigungslos. Das gesamte Eigentum der Stiftung wurde in Volkseigentum überführt.
In der DDR diente der Gebäudekomplex als Kinderheim, später als Bürogebäude, unter anderem als „Haus der Gewerkschaften“, und Internat des Instituts für Lehrerbildung Potsdam. 1992 wurde der Auflösungsbeschluss aufgehoben, so dass die Stiftung formalrechtlich ununterbrochen seit 1724 besteht. Seit dem Jahr 1994 kann sie sich wieder selbst finanzieren, nachdem anfangs das Land Brandenburg Zuschüsse gegeben hatte. Eine Finanzquelle ist zum großen Teil die Verpachtung des Waisenhauses, darunter weiterhin an einige Gewerkschaften, und anderer Immobilien.
Die Stiftung hat heute ihren Sitz im Quartier des Großen Waisenhauses und fördert Projekte zur Jugendarbeit. Angepasst an die heutigen Bedingungen sollen innovative, über das Regelangebot hinausgehende Projekte in die Erziehung der Kinder und Jugendlichen sowie den Betrieb von Betreuungs-, Erziehungs- und Berufsbildungseinrichtungen für Kinder und Jugendliche gefördert werden. Ein Schwerpunkt liegt auch in der Betreuung von benachteiligten Kindern und Jugendlichen. Die jungen Menschen sollen zu weltoffenen, verantwortungsbewussten und toleranten Persönlichkeiten erzogen werden.

## Gebäude

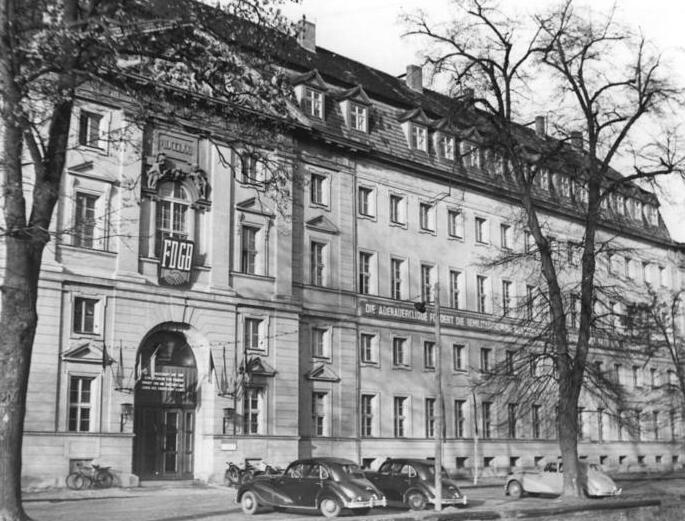
Aufnahme von 1958; Originalkommentar: Wiederaufbau in Potsdam. Das Haus der Gewerkschaften.

Das Große Militärwaisenhaus ist wahrscheinlich Potsdams größtes geschlossenes barockes Gebäudeensemble. Es besteht aus den Gebäuden Dortustraße 36, Lindenstraße 34 und dem Lazarett in der Breiten Straße 9.
Das Gründungsgebäude entstand in den Jahren 1722 bis 1724 als Fachwerkbau. 1737 erhielt das Waisenhaus eine Orgel von Joachim Wagner mit einem Manual und 8 Registern. Steigende Kinderzahlen erforderten mehrere Anbauten. König Friedrich II. ließ das Militärwaisenhaus nach Plänen von Carl von Gontard von 1771 bis 1778 neu erbauen. Es entstand ein viergeschossiges Gebäude im Stil des preußischen Spätbarocks. Gontard setzte über das Haupttreppenhaus im Mittelrisalit einen 26 m hohen Monopteros. Für dessen Kuppel schuf Rudolph Kaplunger eine vergoldete Figur der Caritas mit Ölzweig und brennendem Herz in den Händen. Ein neuer Kirchenraum wurde beim Neubau nicht erstellt, weshalb die Wagner-Orgel 1789 verkauft wurde; sie steht heute in der Marienkirche Pritzerbe. Die Waisenhaus-Gottesdienste fanden dann in der benachbarten Garnisonkirche statt. Erst sehr viel später wurde wieder eine Waisenhauskirche eingerichtet, in der die Gebrüder Dinse eine neue Orgel mit 20 Registern auf zwei Manualen und Pedal aufstellten.
Das Große Militärwaisenhaus diente auch als Filmkulisse: Ein Teil des Films Mädchen in Uniform (1931, Regie: Leontine Sagan) wurde dort gedreht, darunter im Treppenhaus die Szene des Selbstmordversuchs der Manuela von Meinhardis (Hertha Thiele).
Im Zweiten Weltkrieg erlitten Teile des Gebäudekomplexes durch den Luftangriff am 14. April 1945 schwere Zerstörungen. Die Kuppel des Monopteros geriet am 26. April 1945 durch sowjetischen Artilleriebeschuss in Brand. Sie ging mit der Figur der Caritas verloren. Der beschädigte Säulenkranz wurde 1950 abgetragen, der übrige Hauptbau in vereinfachter Form bis 1950 wiederhergestellt. Der Nordostflügel (Ecke Dortu- und Spornstraße) wurde 1960 abgerissen. Der Südostflügel (Breite- und Dortustraße) ist im Mai 1966 gesprengt worden, um in den Jahren 1971 bis 1981 rekonstruiert zu werden.
Bei der neuesten Restaurierung mussten alle Details des Kuppelbaues, die Säulen, die Kapitelle, die Vasen und die Putten neu angefertigt werden. In den 1950er-Jahren sind bereits einige Elemente nachgegossen worden, jedoch waren diese aus Beton und teilweise nicht sehr passend mit Weingläsern bestückt. Dank detaillierter Fotos konnten die meisten dieser Elemente wiederhergestellt werden. Mehr Probleme bereitete jedoch die Caritas-Figur. Sie war auf vielen Fotos nur unscharf zu erkennen und stellte eine große Herausforderung für den Bildhauer Andreas Hoferick dar. Im Jahr 2004 wurde die Restaurierung beendet, und die 3,75 Meter hohe Figur steht wieder auf ihrem 46 Meter hohen Tempelturm in der Lindenstraße. Die Kosten von 4,2 Millionen Euro wurden von der Stiftung Großes Militär-Waisenhaus zu Potsdam, der Stadt Potsdam und dem Land Brandenburg, der Bevölkerung und der Deutschen Stiftung Denkmalschutz getragen.

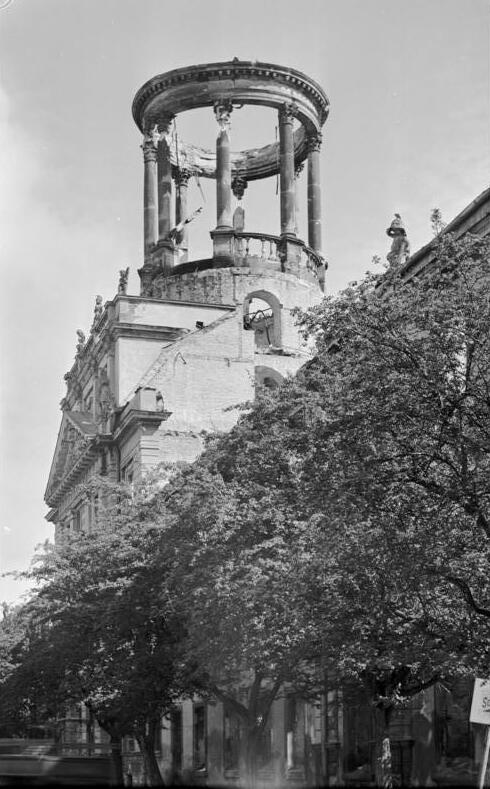
Zerstörter Monopteros
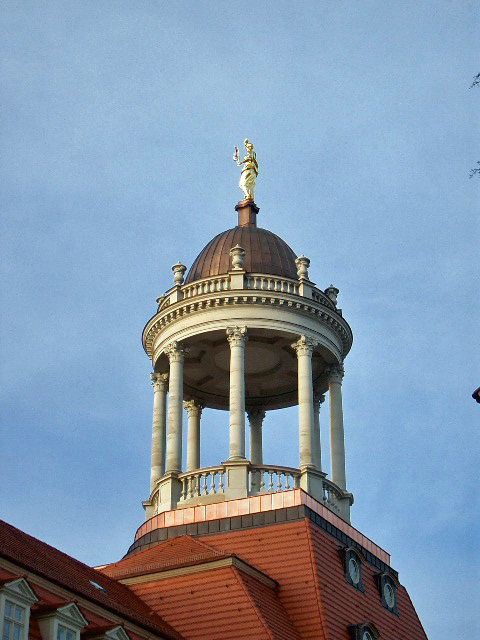
Rekonstruierter Monopteros mit goldener Karitas
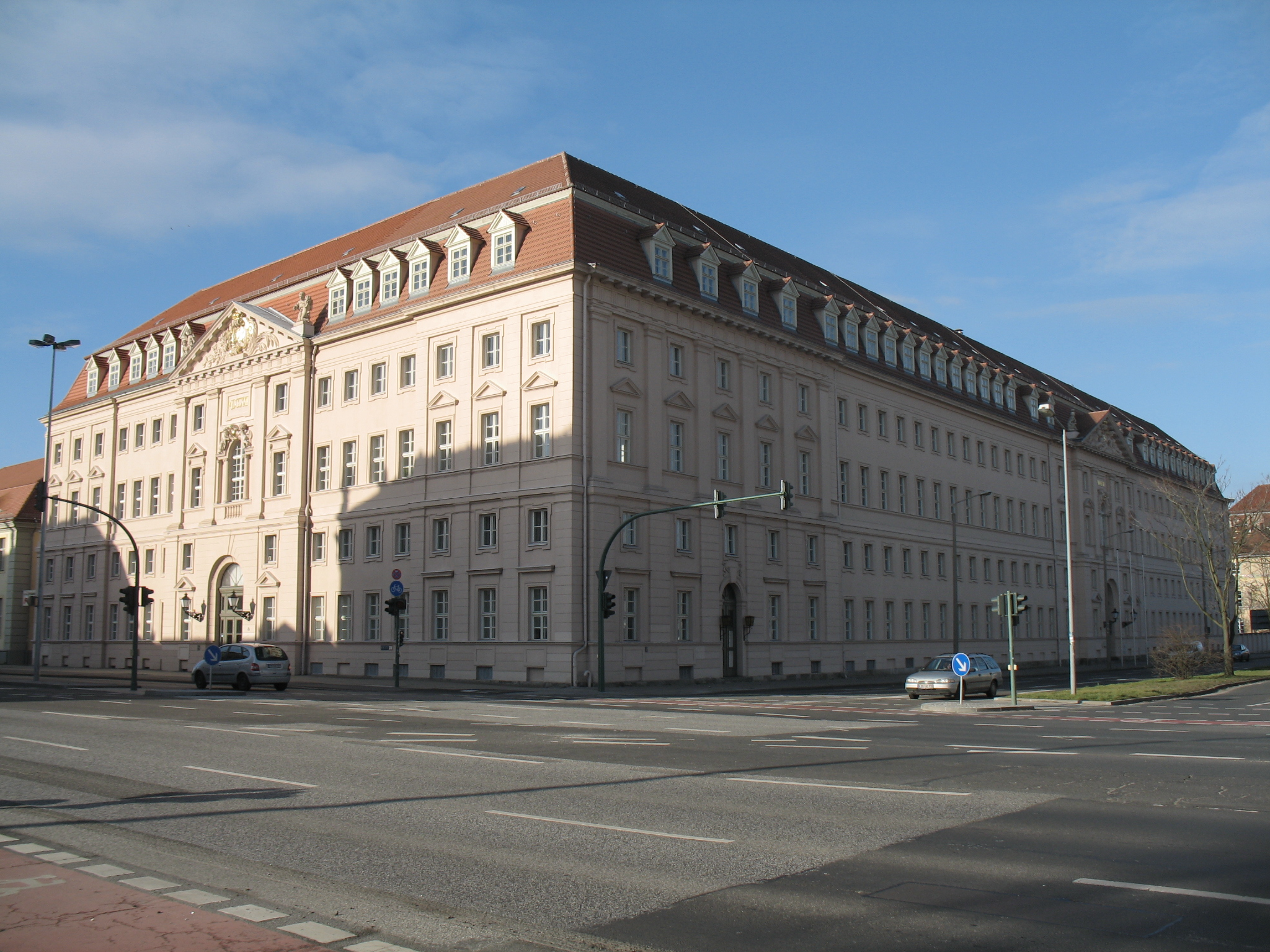
Fassade an der Breiten Straße und Dortustraße
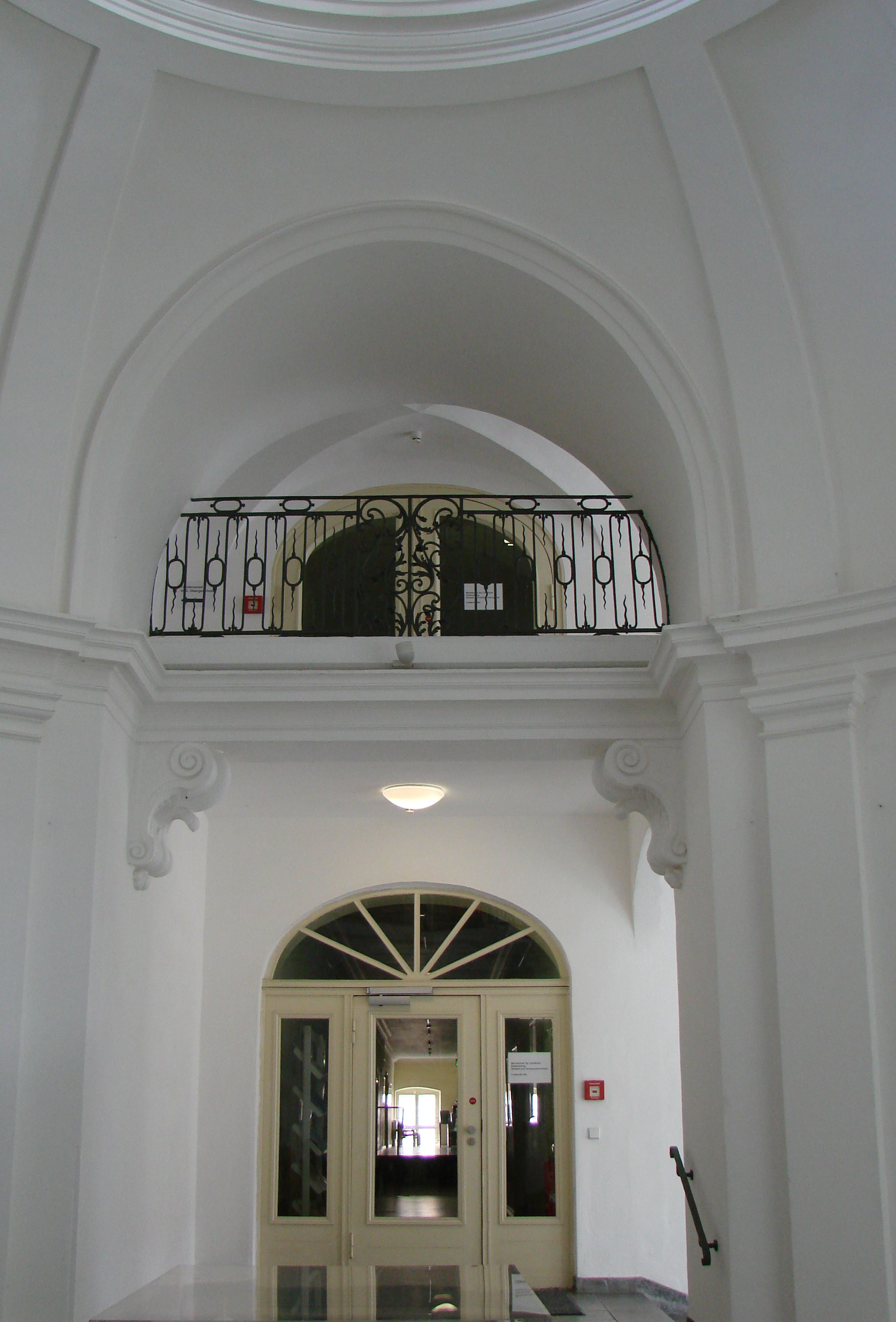
Eingangshalle im Erdgeschoss
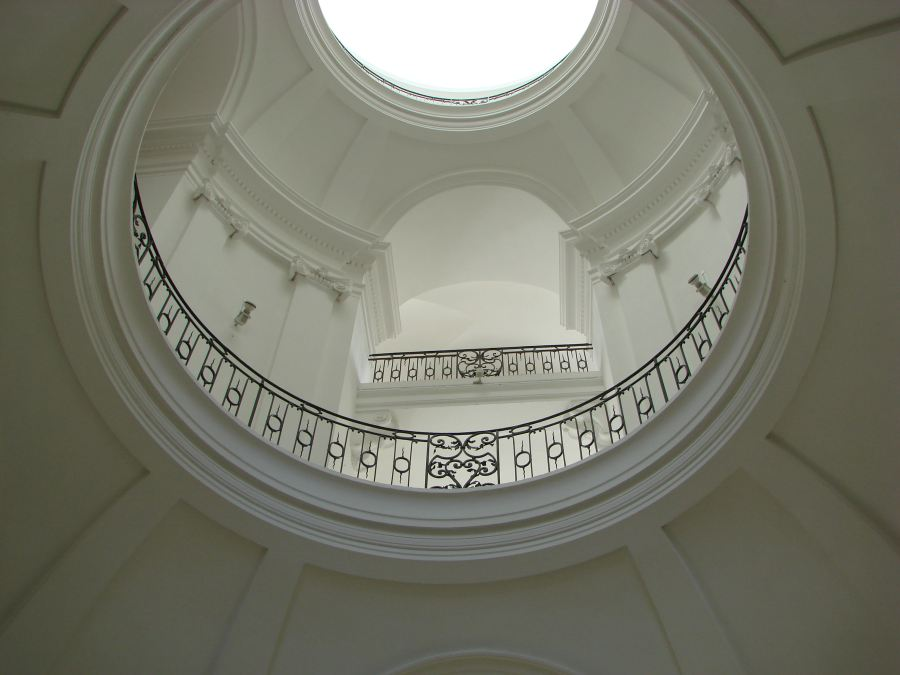
Blick in das Innere der Kuppel im Eingangsbereich

## Personen

### Direktoren und Erzieher
Chef der Direktion war der jeweilige preußische Kriegsminister.
- Friedrich Wilhelm von Rohdich
- Wilhelm Ferdinand von Berg (1847–1827)
- August Zarnack, Erziehungsdirektor 1815–1827
- Friedrich Wilhelm Gotthilf Frosch, Prediger und Leiter des Schulwesens 1824–1834
- Adolph von Randow, Direktor 1856–1881
- Anton von Steuben, Direktor 1911–1920
- Wilhelm Staehle, Kommandant 1939–1945

### Bekannte Zöglinge
- Eleonore Prochaska (1785–1813)